# بيت شنايدر (لاعب كرة قاعدة)
بيت شنايدر (بالإنجليزية: Pete Schneider)‏ هو لاعب كرة قاعدة أمريكي، ولد في 20 أغسطس 1895، وتوفي في 1 يونيو 1957 في لوس أنجلوس في الولايات المتحدة.

## وصلات خارجية
- بيت شنايدر على موقعبيزبول رفرنس.كوم (الدوري الرئيسي) (الإنجليزية)
- بيت شنايدر على موقعبيزبول رفرنس.كوم (الدوري الثانوي) (الإنجليزية)